# Karel Absolon
Karel Absolon, češki arheolog, geograf, paleontolog, speleolog in pedagog, * 16. junij 1877, Boskovice, † 6. oktober 1960, Brno.
Absolon je bil vnuk Jindřicha Wankla, češkega paleontologa. Že v času študija je preučeval speleološko preučevati moravski kras v Južni moravski regiji (kras je preučeval še na Balkanu, v Franciji in v ANgliji).
Leta 1926 je postal profesor paleoantropologije na Karlovi univerzi v Pragi.